# Lutz Stehl
Lutz Stehl (* 1. Juli 1948 in Schwerte/Ruhr) ist ein deutscher Schriftsteller, Maler und Lehrer.

## Leben
Lutz Stehl besuchte das Stadtgymnasium in Dortmund und studierte dann von 1967 bis 1971 in Germersheim Französisch und Italienisch. 1971 schloss er ebenfalls sein Dipl.-Übersetzerexamen an der Ecole d'Interpretes in Genf ab. Er studierte in der Folge Kunst an der Akademie der Bildenden Künste in Karlsruhe sowie Germanistik und Romanistik in Heidelberg. Nach den Examina wurde er 1980 Gymnasiallehrer für Deutsch, Französisch und Kunst in Ettlingen. Lutz Stehl schreibt vor allem Lyrik, seine Bilder werden in Ausstellungen gezeigt, zudem wirkte er bei der Literaturzeitschrift Argos mit. Von 2001 bis 2003 war er Erster Vorsitzender des Literarischen Vereins der Pfalz. Lutz Stehl erklärte die Bretagne zu seiner Wahlheimat.

## Werke
- Thrakien, Thrakien, Gedichte. Heidelberg, Wunderhorn 1997, ISBN 978-3-88423-116-6.
- Offene Landschaft / Paysage Ouvert, Gedicht-Anthologie. Das Wunderhorn 1997, ISBN 9783884231197.
- Pasaž meždu dva svjata. Plovdiv, von Emilija Draganova übersetzt ins Bulgarische. Izd. Pigmalion 1996, ISBN 954-8336-27-8.[3]
- Nichtsesshafte Bekannte, Gedichte und Zeichnungen. Landau/Pfalz, Pfälzische Verl.-Anst. 1991, ISBN 978-3-87629-206-9.
- Scheiermanns Lina hat immer gesat. Gerd Kannegieser, Mundartgedichte mit Zeichnungen von Lutz Stehl. Verlag Junge Literatur 1984, ISBN 9783887170547.
- Corps a corps, Texte u. Zeichnungen. Rhodt unter Rietburg 1981, ISBN 978-3-88717-052-3.

## Auszeichnungen
- 1997 1. Preis Literaturwettbewerb Literarischer Verein der Pfalz, Stadt Hauenstein
- 1995 Auslandsstipendium des Landes Rheinland-Pfalz nach Plovdiv
- 1988 Pfalzpreis für Literatur (Förderpreis)
- 1971 Preis beim Literarischen Wettbewerb "Warum ist Dali in?" der Kunsthalle Baden-Baden